# Danse (album)
Albums de Lorie
Regarde-moi
(2011) Les Choses de la vie
(2017)
Singles
1. Le Coup de soleil
Sortie : 8 octobre 2012
2. Les Divas du dancing
Sortie : 2 décembre 2012
3. Soleil
Sortie : 5 mars 2013

Danse est le septième album studio de la chanteuse française Lorie sorti le 8 octobre 2012 en exclusivité sur le site vente-privee.com. 
Il s'agit de son premier album de reprise. Le premier extrait, Le Coup de soleil, est une adaptation du titre de Richard Cocciante. Cet album aux ambiances latino et ensoleillées est défini comme étant dansant et guérisseur de morosité.[citation nécessaire] Il s'agit du premier album de Lorie commercialisé sous son propre label musical LMD2 Production.

## Promotion
À sa sortie, l'album est vendu exclusivement sur le site vente-privee.com au prix de 6 € pendant 3 semaines. Ce site propose des ventes évènementielles et possède plusieurs millions de membres, ce qui offre à l'album une importante visibilité. Cette promotion se passe aussi par la mise en place d'un mini-site sur le site de vente-privée proposant des extraits de l'album, des vidéos et des photos.

### Singles
- Le Coup de soleil est le premier extrait de l'album, il est sorti le 24 septembre 2012. Ce single est une reprise de la chanson de Richard Cocciante de 1979. Ce titre illustre le contraste surprenant[non neutre] entre les versions originales et les reprises proposées dans cet album. Pour ce titre, la ballade originale a été réarrangée en une version salsa/gipsy[2].

- Le 11 octobre 2012, Lorie annonce que le prochain clip est en préparation. Le 30 octobre, elle annonce, lors de son passage dans l'émission C'Cauet que le deuxième single n'est autre que Les Divas du Dancing. Le tournage du second clip débute le 11 novembre 2012, en région parisienne.

### Tournée
Afin de promouvoir ses deux derniers albums studios Regarde-moi et Danse, Lorie et Gilbert Coullier Productions annoncent en juillet 2012 la signature d'une nouvelle tournée, le Showgirl Danse Tour, prévue pour débuter le 4 avril 2013 à Enghien-les-Bains et se dérouler en deux parties. Cependant, devant la faiblesse des ventes de billets, la tournée est annulée le 22 février. Lorie accuse le coup et prend ce revers comme un challenge.

### Ventes
Lors de sa première semaine dans les bacs, l'album entre à la 46e position du Top albums.
Finalement, les ventes totales sont estimées à moins de 5 000 exemplaires.

## Liste des pistes
| No  | Titre                                                   | Auteur                                                        | Durée |
| --- | ------------------------------------------------------- | ------------------------------------------------------------- | ----- |
| 1.  | L'Amour à la plage (reprise de Niagara)                 | Muriel Laporte                                                | 3:12  |
| 2.  | Les Divas du dancing (reprise de Philippe Cataldo)      | Jean Schultheis, Philippe Cataldo                             | 3:28  |
| 3.  | Le Soleil de ma vie (reprise de Sacha Distel)           | Jean Broussolle, Stevie Wonder                                | 2:59  |
| 4.  | Sous le soleil de bodega (reprise des Négresses Vertes) | Noël Rota, Stéphane Mellino                                   | 3:12  |
| 5.  | Soleil (reprise de Dalida)                              | Jeff Barnel, Samir Kassab, Gianluigi Guarnieri, Antonio Summa | 3:24  |
| 6.  | Je danse donc je suis (reprise de Brigitte Bardot)      | Jean-Claude Massoulier, André Popp                            | 1:58  |
| 7.  | Le Coup de soleil (reprise de Richard Cocciante)        | Jean-Paul Dréau                                               | 2:52  |
| 8.  | Petite Fille du soleil (reprise de Christophe)          | Didier Barbelivien, Christophe                                | 3:19  |
| 9.  | Tropique (reprise de Muriel Dacq)                       | Muriel Desclée, Axel de Kirianov                              | 3:07  |
| 10. | Toi et le soleil (reprise de Claude François)           | Eddy Marnay, Johnny Nash                                      | 3:50  |

## Historique de sortie
| Pays                      | Date de sortie  |
| ------------------------- | --------------- |
| France (vente-privee.com) | 8 octobre 2012  |
| France                    | 29 octobre 2012 |
| Belgique                  | 29 octobre 2012 |
| Suisse                    | 29 octobre 2012 |